# Košická sídliště

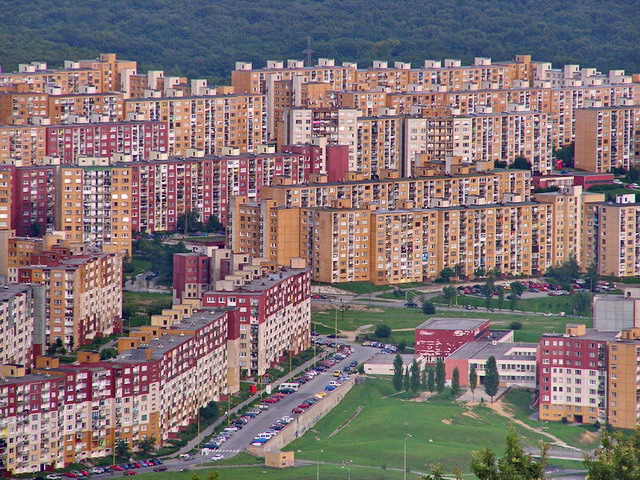
Nejmladší košické sídliště Ťahanovce bylo kvůli nedostatku stavebního prostoru projektováno s hustší zástavbou než předešlá košická sídliště.

Košice sestávají z větší míry z obytných komplexů panelových bytových domů, které město nejenže obklopují po okrajích, ale i prostupují v centrální zóně. Již při vstupu do města si návštěvník nemůže nevšimnout rozlehlých sídlištních souborů na obou březích řeky Hornád, kterým ve výstavbě nezabránily ani kopcovité svahy koncových výběžků Slovenského rudohoří.

## Počátky
Počátky hromadnější bytové výstavby v Košicích se datují již v meziválečném období, kdy v rámci nově vzniklého Československa Košice představovaly poslední civilizační bod směrem na východ - na Podkarpatskou Rus. Se zřizováním nové státní administrativy a příchodem potřebných slovenské a českých úředníků se budovaly podle pražského vzoru první činžovní obytné domy funkcionalistického charakteru, a to na severním předměstí od centra města, které bylo považováno, na rozdíl od jižního - průmyslového, již od uherských časů za reprezentativní a rezidenční. 
Za příklad prvorepublikových nájemních bytů slouží činžáky mezi Letnou a Jarní ulicí, tzv. Malá Praha s Masarykovou kolonií bankovních úředníků. Dalšími jsou soubory činžáků v oblasti Staré baštové - Podtatranského a Palackého - Bajzově ulici.

## První sídliště
Po druhé světové válce se začalo se zahušťováním širšího centra Košic sídlištní výstavbou v souvislosti s industrializací města. V letech 1954-1956 vznikaly první košická sídliště hned v několika lokalitách současně. Košice I. na Juhu v okolí Pasteurova náměstí a Košice II. na Severu v okolí Zimní a Jilemnického ulice se skládaly z 3 - 5podlažních bloků s minimalistickými prvky socialistického realismu, který v Košicích, na rozdíl od jiných slovenských a českých měst, nenašel širší uplatnění. V letech 1954-1958 se stavělo i sídliště Komenského, jehož nejvyšší stavba dosahovala již sedm podlaží. Následovala sídliště Sever (okolí obchodního domu Beta), Mlynský náhon (prostor Hlinkova - Mlynský náhon - Národná trieda) a Mier (sever od Hlinkovy, Vodárenské ulice), opět na severu města, která ještě v 60. letech doplnila vzdálenější Podhradová a Solovjevova (zástavba v prostoru ulic Watsonovy (před r. 1989 Solovjevovy), Hroncové (před r. 1989 Kótayho) a Boženy Němcové). Společným jmenovatelem těchto sídlišť je, že kdysi okrajová, dnes zcela srostla s městem a jejich původní názvy, s výjimkou Mieru a Podhradové, se ani nepoužívají. Používá se však pojem Sever pro označení celé městské části podle administrativních hranic zahrnující široké severní předměstí Košic včetně všech uvedených sídlišť (kromě Košic I.).

## Nové Mesto - Terasa

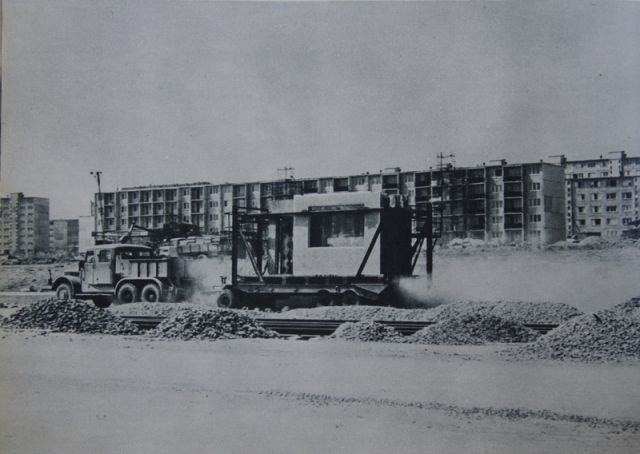
Intenzivní výstavba největšího košického sídliště Nové Mesto (1965).

Skutečná masová sídlištní výstavba v Košicích se začala v 60. letech rozhodnutím vlády o výstavbě východoslovenských železáren, kdy bylo nutno poskytnout domov pro jejich 25 tisíc zaměstnanců s rodinami. Výsledkem byla výstavba satelitního Nového Města na západním svahu městské kotliny, odkud byl výhled na centrum města. Odtud se také vžil název Terasa, který Košičané výhradně používají na rozdíl od symbolického Nového Města a který dokonce nepoužívá ani administrativa, protože sídliště spolu s obytnou lokalitou Popradská vytváří městskou část Západ, a tak zůstává Nové Město pouze historickou reálií. Obytný soubor byl plánován pro 60 000 obyvatel (v současnosti je počet obyvatel 40 000), což ho řadí ve velikosti sídlišť na Slovensku na druhé místo po bratislavské Petržalce. Sídliště protíná ve středu Třída Slovenského národního povstání, kudy vede velkokapacitní tramvajová trať na sever i jih centra a rychlodráhou přímo do VSŽ. Sídliště bylo také jako jediné dokončeno s komplexní občanskou vybaveností (zdravotní střediska, obchodní centra, školská zařízení a pošty) i vyššího typu (nemocnice, kino, univerzitní fakulty) s celoměstskou působností (pasové oddělení policie, budova KV KSČ - dnešní magistrát města z roku 1985). Nové Město s následnou výstavbou dalších sídlišť se dobou plně urbanisticky zakomponovalo do mechanismu města a v současnosti již plní sekundární úlohu centra města, což se projeví i při další výstavbě v oblasti tzv. asanačního pásma (tj. pozůstatek domovní zástavby v okolí Ružové, určené k demolici).

## Juh a Železníky
Na jižním předměstí se kromě předešlé solitární blokové výstavby v okolí Rastislavovy ulice začalo se sídlištní zástavbou zbořením nízkých domovních čtvrtí v prostoru Jižní třídy a Revoluční (označované jako sídliště Juh - toto označení se ale používá pro celou městskou část Juh zahrnující širší jižní košické předměstí). Střediskem sídliště se stalo obchodní centrum Astória. Na některých plánech Košic se objevilo označení pro skupinu bloků v prostoru Mlynárské a Vojodské (někdejší Schönherzové) sídliště Schönherzovo, tento název se však nepoužíval a nepoužívá. Naopak velmi dobře známým košickým sídlištěm na Juhu ze 70. let jsou Železníky v prostoru mezi Terasou a Veřejným hřbitovem. Byli na něm použity některé novátorské techniky ze staveb sídlišť v Československu, kde obytné bloky byly seskupeny do půloblouků s vytvořením centrálního demotorizovaného zeleného koridoru. 

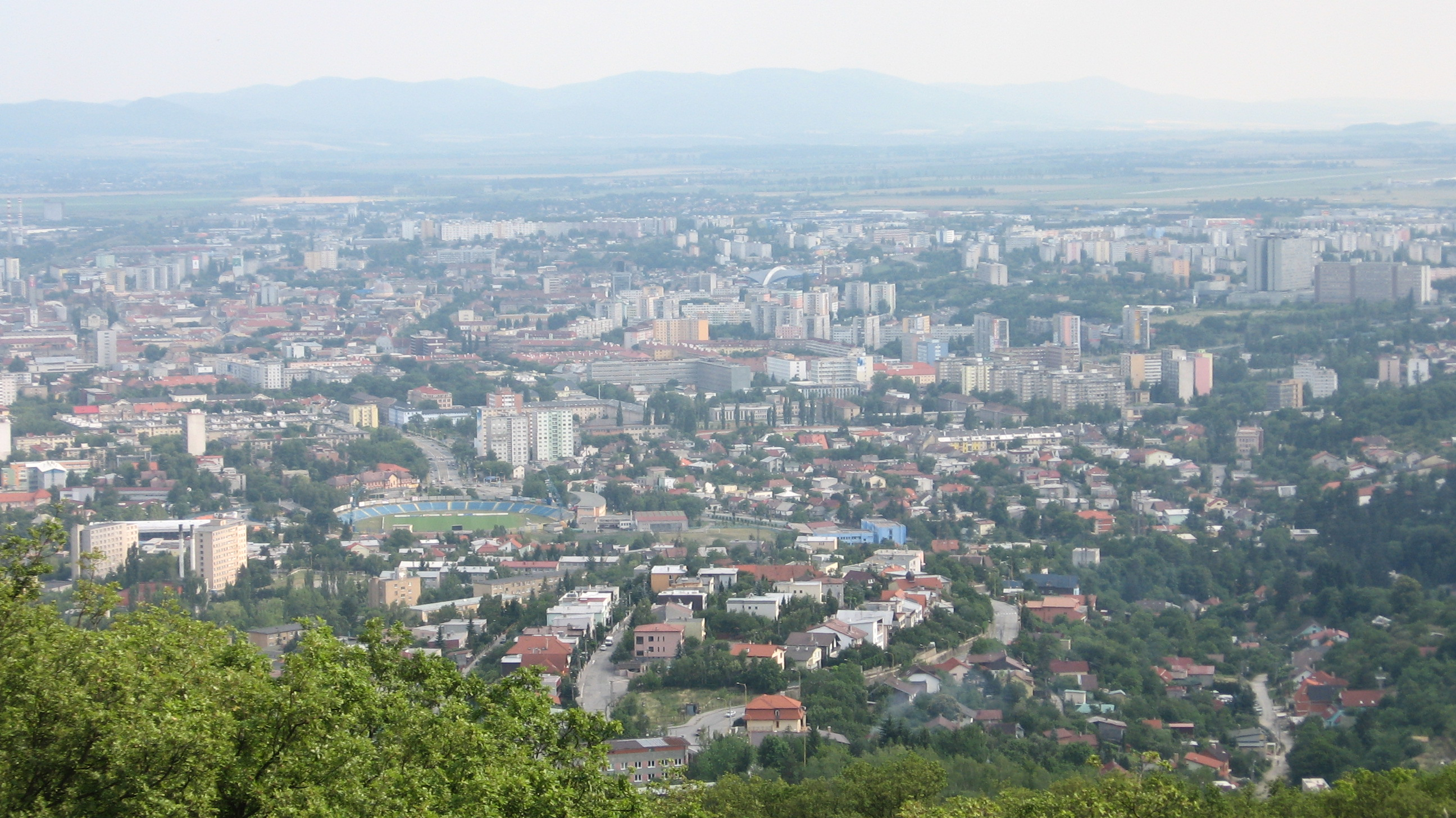
Košice se vyznačují vysokým stupněm panelové výstavby již ve své centrální zóně, pohled od severovýchodu.

## Košice velkoměstem
Výstavbou sídlišť se populace Košic několikanásobně zvyšovala. V roce 1945 žilo ve městě 52 000 obyvatel, v roce 1979 se překročila 200 tisícová hranice. Plán předpokládal s 300 000 obyvateli do roku 2000. Košice si vysloužily označení nejrychleji rostoucího města v Československu a příčku pátého největšího města v republice si udržely až do konce společného státu. Většinu obyvatel nových sídlišť tvořili, kromě odborníků z celého Československa, přistěhovalci ze slovenského venkova, čímž se radikálně změnila demografická a národnostní struktura obyvatelstva. Zatímco po válce byly Košice běžně maďarsky mluvícím městem, dnes tento jazyk ovládá jen starší generace Košičanů. Přírůstek obyvatel v dětském věku byl natolik enormní, že v 80. letech byl na košických sídlištních školách zaveden dvousměnný provoz ranních a večerních tříd.

## Centrální sídliště

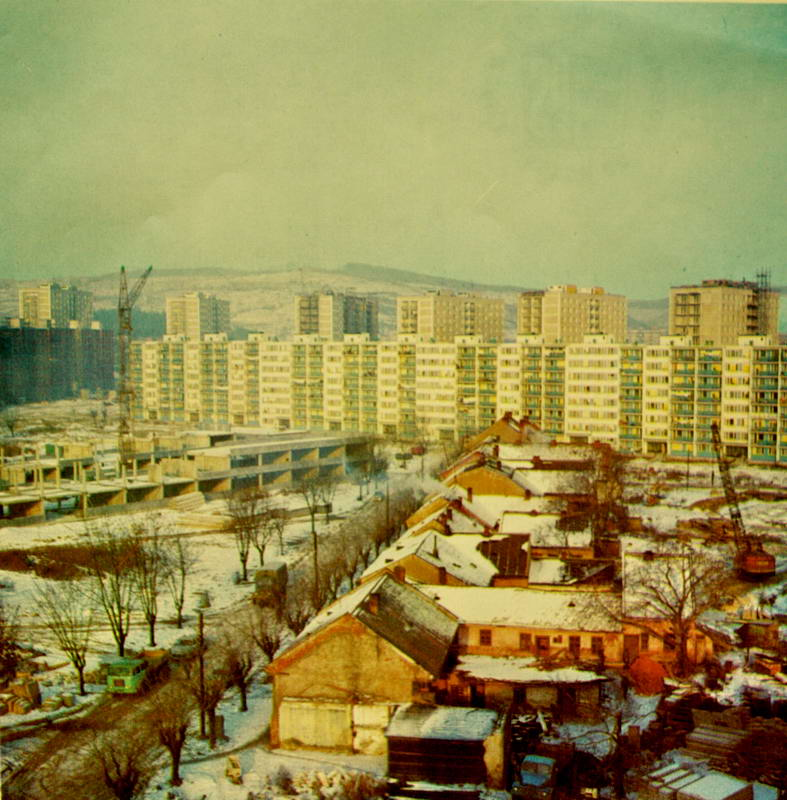
Staré ustupuje novému - Sídliště Kuzmányho (1971).

Sídlištní výstavba dodala Košicím velkoměstský charakter, ale v centrální zóně, za hranicemi historického jádra, stále převládala nízká domovní - venkovský působící zástavba. Proto bylo rozhodnuto v 60. a 70. letech o její asanaci a následné výstavbě nových sídlišť. Na západní hranici souběžně s Kuzmányho ulicí vyrostlo v několika etapách sídliště Kuzmányho a na jihovýchodním okraji pod Náměstím osvoboditelů nové sídliště Juhovýchod, označované také jako sídliště Osloboditeľov. Takové uplatnění novodobé architektury v bezprostřední blízkosti historické zástavby je z urbanistického hlediska velmi charakteristické pro města postižená těžkým bombardováním během druhé světové války, která jsou známa zejména z Německa (Drážďany, Lipsko), ale v Košicích se to událo z důvodu nerovnoměrného stavebního vývoje, který bylo třeba vybalancovat. Všechna sídliště 70. let byla budována ze šedých betonových prefabrikovaných panelů. 

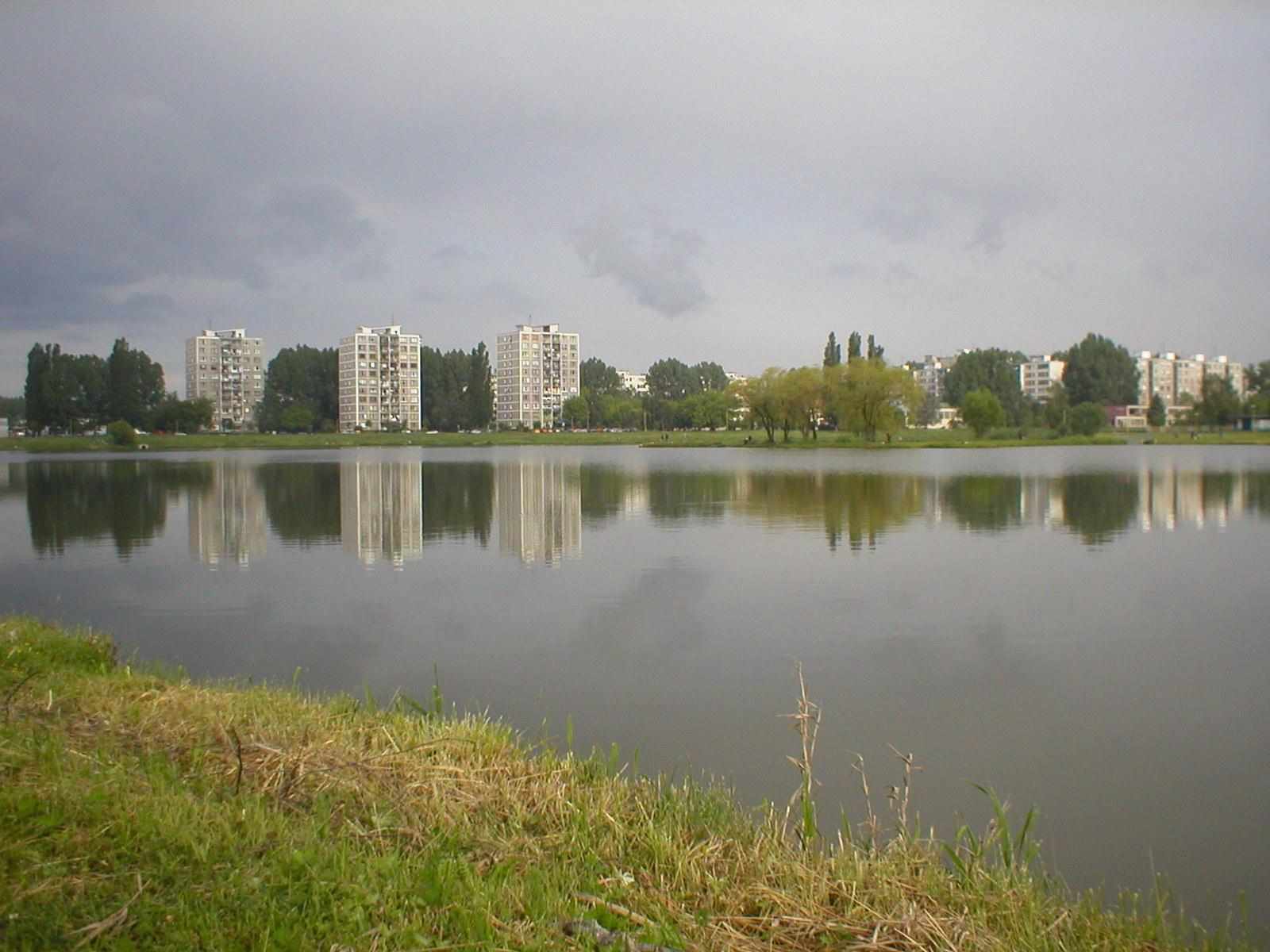
Blízkost vodní plochy dělá Nad jezerem jedním z příjemnějších košických sídlišť.

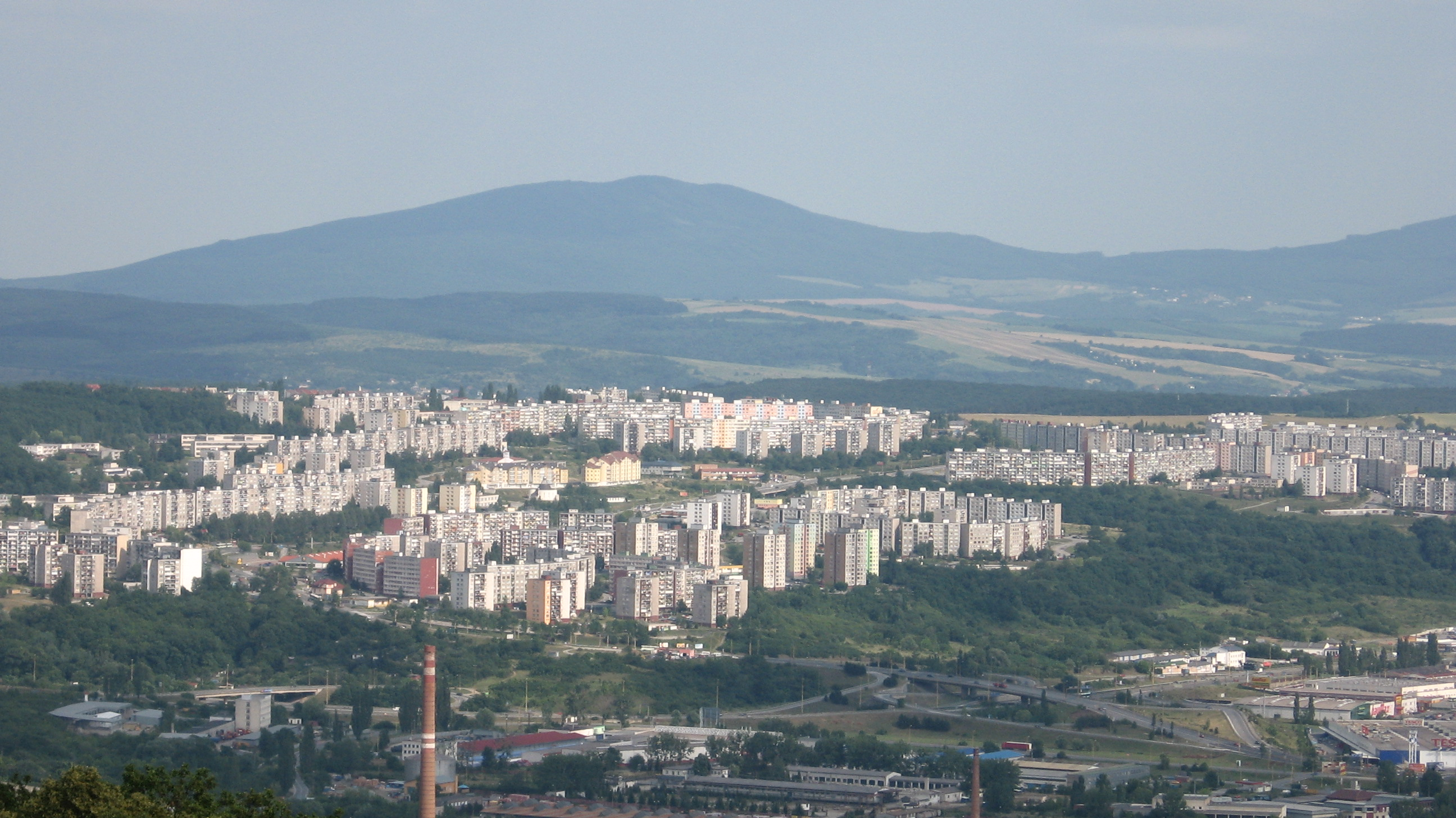
Tehdejším úspěchem socialistického urbanismu bylo Sídliště Dargovských hrdinov vestavěné do hory Furča. Z obou názvů se vžil název Furča.

## Nad jazerom a Krásna
Kromě centrální části Košic se v 70. letech pracovalo na nových satelitních sídlištích při dolním toku řeky Hornád v prostoru Jazera a následně až ke obci Krásna nad Hornádom, která tak byla připojena ke Košicím.
Vznikla tak sídliště Nad jazerom a Krásna pro 30 000 obyvatel, která mezi sebou nemají nějak určenou hranici. Lze ji však postřehnout ze způsobu pojmenování ulic, kde v části Nad jazerom jsou pojmenovány podle geografických reálií bývalého Sovětského Svazu a v Krásné z oblasti kosmického výzkumu SSSR. Přítomností jezera v areálu sídliště vznikl urbanisticky velmi atraktivní prostor, kde rezidenční funkce je skloubená s rekreační. Občanská vybavenost byla základní, ale obyvatelé mohli využít krátkou dostupnost do zaměstnání, protože přilehlé provozy lehkého průmyslu ležely na druhé straně hlavní silnice (dnes Poslanecké). Se vzdálenějším centrem města je od roku 1983 spojovala tramvajová trať. Obě sídliště tvoří dnes městskou část Nad jazerom.

## Luník IX
Specifickým košickým sídlištěm je Luník IX, který byl postaven na konci 70. let jako sociální experiment vzorného soužití moderní socialistické společnosti. Podle něj měli vedle sebe žít běžní občané dělnické třídy s inteligencí, převážně vojenskou, a Romové. Občané neromské národnosti se ze sídliště po krátkém čase vystěhovali a tak se z Luníku IX stala čistě romská čtvrť, značně separovaná od ostatního města. V současnosti, kromě původních obyvatel, je vzhledem k nízkému standardu bydlení sídliště určeno pro sociální problémové občany a neplatiče. Luník IX je kvůli své výjimečnosti předmětem neustálého zájmu zahraničních delegací. O tom, že sídliště nebylo plánováno jako ghetto, svědčí jeho název. Z Luníků I - VIII se totiž skládá Nové Město (Terasa). Označení "Luník" pro okrsky I-VII se nepoužívají, používá se pouze název pro Luník VIII, který je vzdálenější od Třídy SNP, centra sídliště Nové Město (Terasa). Nový okrsek Luník IX tak měl být jakýmsi teoretickým pokračováním Terasy.

## Dargovských hrdinov
V roce 1976 začala nová etapa sídlištní výstavby v Košicích. Územní plán určil za další těžiště rozvoje města směr východ, na levém břehu řeky Hornád. V tom roce se začalo stavět v oblasti hory Furča nové, ve svahu položené sídliště s době poplatným názvem Dargovských hrdinov pro 34 000 obyvatel, a tedy po Terase druhé největší v Košicích. Šlo o unikátní projekt, kde terénní a geologické podmínky byly značně odlišné od předešlých sídlišť. Sídliště Dargovských hrdinov dotvářelo článek v prstenci nové zástavby obklopující Košice a svou náhorní polohou tvoří nápadnou panoramatickou dominantu na východě města. U každé zastávky MHD na hlavní Třídě armádního generála Ludvíka Svobody se plánovalo centrum občanské vybavenosti s obchody a službami, jimž byla dávána pojmenování východoslovenských řek (Laborec, Hornád, Torysa, Ondava). Uliční pojmenování, tak jako sídlištní, byla výhradně z reálií druhé světové války pokud se pro jejich přejmenování po sametové revoluci nenašla dostatečná občanská iniciativa. Kvůli umělému názvu Košičané výlučně používají k označení této městské části starý maďarský název lokality Furča. Navzdory dřívějším plánům se až v roce 1993 zprovoznila trolejbusová trať do města, vhodná do kopcovitého terénu sídliště. V současné době se sídliště nerozšiřuje, ale zahušťuje, a to výstavbou v okrsku pod Krosnianskou ulicí, která je značně odlišnou od původní sídlištní zástavby. 

## Košického vládního programu

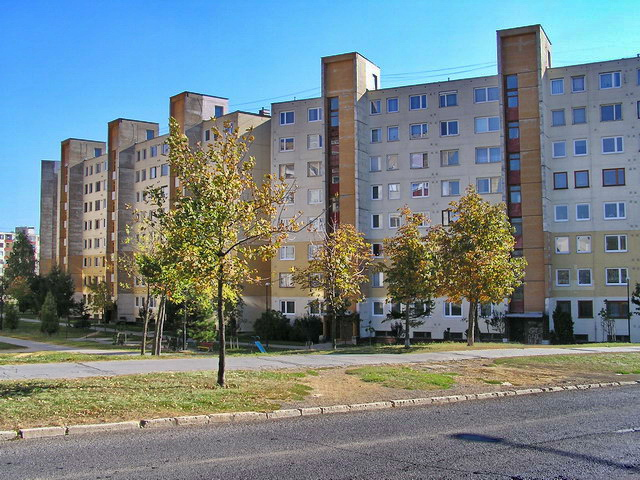
Bílým zbarvením panelů se řadí KVP k typickým sídlištím 80. let.

O čtyři roky od spuštění výstavby Dargovských hrdinov se zahájily práce na dalším satelitním sídlišti - Košického vládního programu. Z urbanistického hlediska šlo již o sekundární vlnu sídlištní zástavby, kdy novější sídliště (KVP) obklíčilo sídliště starší (Nové Město). Bylo určeno pro 28 000 obyvatel a při stavbě se používaly panely nového estetičtějšího vzhledu bílé barvy typické pro sídliště 80. let. Sídliště KVP svou občanskou vybaveností nijak nevynikalo, výhodu mělo v trojím silničním napojení na ostatní městskou síť přes oba konce Třídy KVP a Moskevskou třídu. Uliční pojmenování byla směsí partnerských měst města Košice (netýká se to Moskevské) a jeho významných lokálpatriotických osobností. Sídliště je v současnosti samostatnou městskou částí běžně nazývanou jen zkratkami "Ká-Vé-Pé", či "kávepéčko" a rozšiřuje se v oblasti Kopa novou zástavbou, odlišnou od původní panelové. V 90. letech zde na severním okraji dokonce vyrostl pro sídliště objekt absolutně atypický - klášter (bosé sestry karmelitánky). Již v roce 1990 sem měly jezdit trolejbusy, ty sem však dorazily o osm let později a od 1999 jezdí i do sousední Myslavy. 

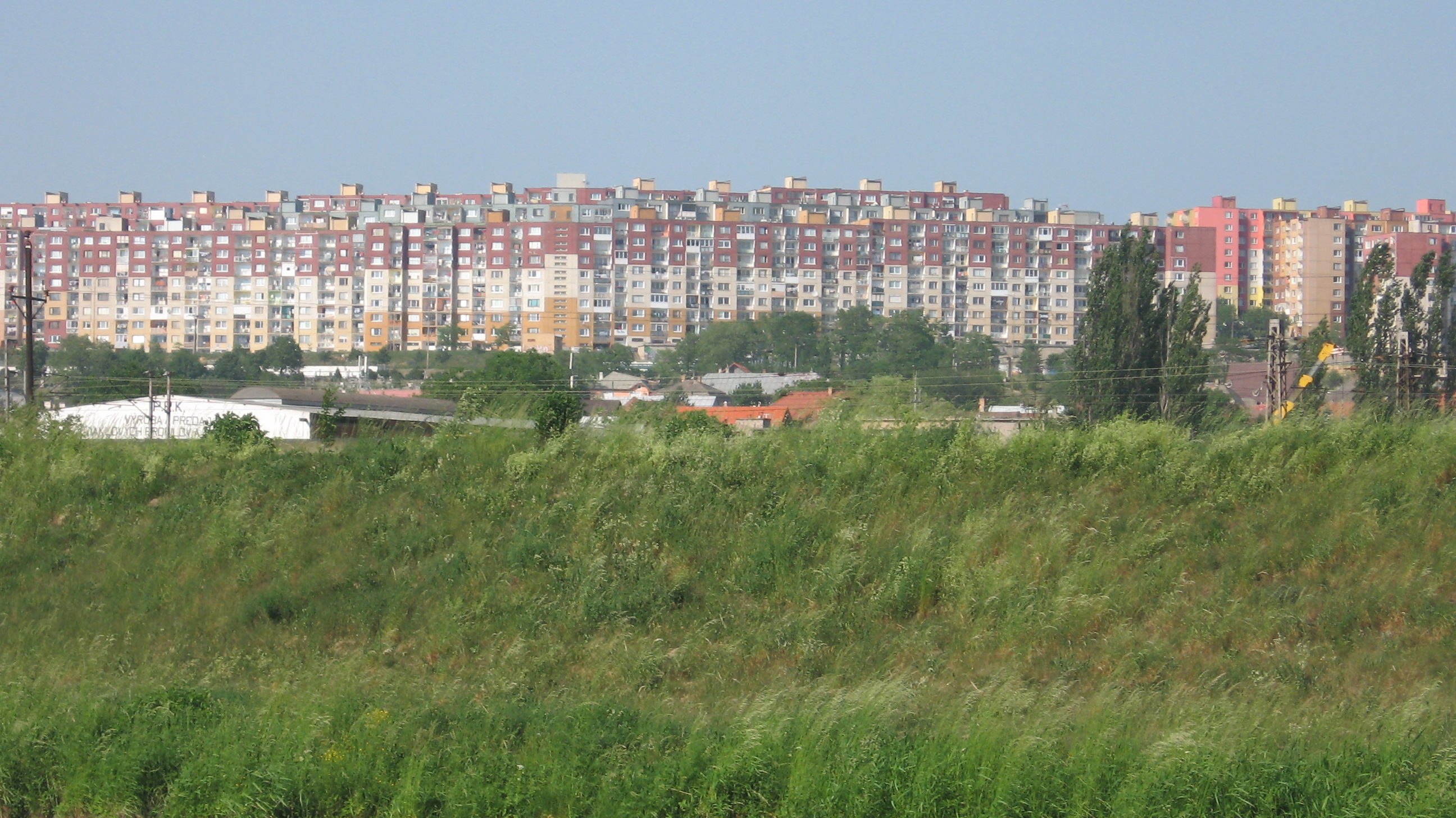
Sídlisko Ťahanovce se mělo rozprostírat i na těchto loukách a to i na úkor stejnojmenné vesnice (dnes městská část).

## Ťahanovce
Již v roce 1984 se přistoupilo k výstavbě sídliště Ťahanovce. Podle původních plánů se mělo budovat po obou stranách vytyčené hlavní třídy (Solidarity, dnes Americká třída), čímž se měla zbourat přilehlá vesnice Ťahanovce a sídliště převzít její název. Od této asanace se upustilo a tak dnes v Košicích vedle sebe existují dvě samostatné městské části, jedna vesnice Ťahanovce a jedno Sídlisko Ťahanovce. Ve druhé polovině 80. letech budované sídliště se již vyznačuje prvky ekonomičnosti výstavby, což se projevilo ve snížené a strohé občanské vybavenosti a zhušťováním blokové zástavby. Použité panely měly různé barevné kombinace - starší část sídliště se skládá zejména z jednobarevných bloků oranžové či vínové barvy, novější bloky postavené po roce 1991 jsou o něco pestřejší. Ulice dostaly jména po hlavních městech východního bloku a sovětských socialistických republik, po roce 1989 byly přejmenovány po hlavních městech západní a střední Evropy. Hlavní průjezdné ulice (v Košicích s oblibou nazývané třídy) dostali vzývavé komunistické názvy (Třída Solidarity, Přátelství, Družby), po roce 1989 byly přejmenovány podle světových kontinentů. Stavba sídliště byla rozdělena na několik etap, realizovaly se první tři. Po sametové revoluci se pouze dostavěly rozestavěné budovy (1991-1993), přičemž areál čtvrté etapy se kvůli problémům nevypořádaných vlastnických poměrů nerealizoval. Přesto se zde s výstavbou počítá, nepůjde však o klasickou "panelákovou" architekturu, jejíž konec znamenal rok 1989. Sídliště trpí nedostatečnou dopravní infrastrukturou (nedostatek parkovacích míst, jediné silniční napojení na městskou síť, selhávání městské autobusové dopravy). Vybudovat se má druhé silniční napojení ze severu na Kostolianskou cestu a tramvajová trať do přímého centra Košic.

## Nerealizované
Na přelomu sedmdesátých a osmdesátých let byl rozvoj sídlištní výstavby v Košicích na svém vrcholu. Územní orgány rozhodly o zastavění každého možného volného místa v intravilánu Košic. Po zakreslení sídlišť KVP a Ťahanovce na mapu již nezůstalo v administrativních ani geografických hranicích jediné možné místo na budování dalšího sídliště. Na severu a západě bránily v rozvoji pahorkatiny Slovenského rudohoří, na jihu letiště a průmyslová zóna železáren. Východ byl jediným směrem, ale i zde byly zhoršené stavební podmínky, které se všechny ukázaly při stavbě Dargovských hrdinů. Proto bylo rozhodnuto přenést těžiště další výstavby z košického údolí Hornádu přes kopec Heringeš do údolí řeky Torysa mezi obce Zdoba, Byster (obě obce dnes součástí Sadov nad Torysou), Košická Polianka a Krásna nad Hornádom. Šlo o dosud největší projekt v rozvoji města a byla mu věnována značná pozornost široké odborné veřejnosti.
Východní Město nebo Družba měly ubytovat až 84 000 obyvatel, měla tu být soustředěna i střediska nadstavbové městské vybavenosti jako vysoké školy, výzkumné ústavy a nemocnice. Družba měla začínat již v prostoru Nižná úvrať a Nižný Heringeš až po městskou část Košická Nová Ves. Ve středu sídliště měl být zachován pro rekreační účely současný lesík v oblasti kopce Heringeš a centrem Družby se měla stát část na torysské straně kopce. Takový projekt vyžadoval i vynikající dopravní obslužnost. V Krásné nad Hornádom mělo vzniknout sekundární hlavní nádraží pro Košice. Družba měla být napojena tramvajemi na centrum města přes Sečovskou a na průmyslový jih přes Krásnou. 
V druhé polovině 80. let však stranické orgány od výstavby ustoupily. Soudobá literatura uváděla jako příčinu upuštění od projektu změnu ve zpřísněné ochraně zemědělského fondu. Je pravda, že údolí Torysa patří do kategorie nejúrodnějších na Slovensku. 
Výstavbou Východního Města by Košice dostaly zcela novou dimenzi velkoměsta. Svou velikostí by doháněly Brno a Ostravu. Po tom jak se rozběhla výstavba Ťahanovců v roce 1984, měly se všechny prostředky od roku 1986 soustředit na výstavbu Družby. Jelikož se od plánu upustilo, zůstalo Sídlisko Ťahanovce nejenže posledním realizovaným, ale i plánovaným košickým socialistickým sídlištěm.
Po dvaceti letech se Košice k projektu Východního města v roce 2008 vrátily v souvislosti s požadavky realitního trhu. První obytná lokalita na daném území je Na hore II, která podnítila úřady k vypracování celkového nového územního plánu pro Východní město, kde se počítá na stejně velkém území tentokrát s maximálně 50 000 obyvateli ve smíšených okrscích rodinných domů a výškových bytových jednotek. 

## Přehled výstavby
| Sídliště                    | Výstavba                        |
| Košice I.                   | 1954 - 1956                     |
| Košice II.                  | 1954 - 1956                     |
| Komenského                  | 1954 - 1958                     |
| Sever                       | 1958 - 1961                     |
| Mlynský náhon               | 1958 - 1961                     |
| Mier                        | 1958 - 1961                     |
| Solovjevova                 | 1959 - 1961                     |
| Nové mesto                  | 1962 - 1971                     |
| Podhradová                  | 1963 - 1965                     |
| Kuzmányho I.                | 1967 - 1971                     |
| Železníky                   | 1968 - 1971                     |
| Juh                         | 1969 - 1973                     |
| Nad jazerom                 | 1969 - 1973                     |
| Kuzmányho II.               | 1971 - 1973                     |
| Dargovských hrdinov         | 1976 - 1982                     |
| Košického vládneho programu | 1980 - 1988                     |
| Ťahanovce                   | 1984 - 1993, 1997 - nedostavěné |